# Honky Tonk Heroes
Az 1973-as Honky Tonk Heroes Waylon Jennings nagylemeze. Az album a 14. helyig jutott a Billboard country listáján. A You Asked Me To és We Had It All sikeres kislemezek lettek, a 8., illetve a 28. helyig jutottak a listákon. Az album szerepel az 1001 lemez, amit hallanod kell, mielőtt meghalsz című könyvben.

## Az album dalai
|     | Cím                              | Szerző(k)                 | Hossz |
| --- | -------------------------------- | ------------------------- | ----- |
| 1.  | Honky Tonk Heroes                | Billy Joe Shaver          | 3:36  |
| 2.  | Old Five and Dimers Like Me      | Shaver                    | 3:06  |
| 3.  | Willy the Wandering Gypsy and Me | Shaver                    | 3:03  |
| 4.  | Low Down Freedom                 | Shaver                    | 2:21  |
| 5.  | Omaha                            | Shaver, Hillman Hall      | 2:38  |
| 6.  | You Asked Me To                  | Shaver, Waylon Jennings   | 2:31  |
| 7.  | Ride Me Down Easy                | Shaver                    | 2:38  |
| 8.  | Ain't No God in Mexico           | Shaver                    | 2:00  |
| 9.  | Black Rose                       | Shaver                    | 2:29  |
| 10. | We Had It All                    | Troy Seals, Donnie Fritts | 2:44  |

| 11. | Slow Rollin' Low | Shaver                  | 2:44 |
| 12. | You Asked Me To  | Shaver, Waylon Jennings | 2:38 |

## Fordítás
Ez a szócikk részben vagy egészben a Honky Tonk Heroes című angol Wikipédia-szócikk ezen változatának fordításán alapul.  Az eredeti cikk szerkesztőit annak laptörténete sorolja fel. Ez a jelzés csupán a megfogalmazás eredetét és a szerzői jogokat jelzi, nem szolgál a cikkben szereplő információk forrásmegjelöléseként.